# Himerta unicolorata
Himerta unicolorata är en stekelart som beskrevs av Leblanc 1989. Himerta unicolorata ingår i släktet Himerta och familjen brokparasitsteklar. Inga underarter finns listade i Catalogue of Life.